# 2018-as Indy Lights-szezon
A 2018-as Indy Lights-szezon a bajnokság 33. szezonja volt és a 17., amelyet az IndyCar rendezett. A 17 futamból álló széria március 10-én kezdődött  St. Petersburg-ban és szeptember 2-án ért véget a Portland International Raceway aszfaltcsíkján. A bajnokságot az újonc Patricio O’Ward nyerte meg.

## Versenynaptár
| Forduló | Dátum         | Hivatalos név              | Versenypálya                              | Helyszín                | Pályarajz |
| ------- | ------------- | -------------------------- | ----------------------------------------- | ----------------------- | --------- |
| 1       | március 10.   | St. Petersburg 100         | Streets of St. Petersburg                 | St. Petersburg, Florida |           |
| 2       | március 11.   | St. Petersburg 100         | Streets of St. Petersburg                 | St. Petersburg, Florida |           |
| 3       | április 21.   | Legacy Indy Lights 100     | Barber Motorsports Park                   | Birmingham              |           |
| 4       | április 22.   | Legacy Indy Lights 100     | Barber Motorsports Park                   | Birmingham              |           |
| 5       | május 11.     | Grand Prix of Indianapolis | Indianapolis Motor Speedway épített pálya | Speedway                |           |
| 6       | május 12.     | Grand Prix of Indianapolis | Indianapolis Motor Speedway épített pálya | Speedway                |           |
| 7       | május 25.     | Freedom 100                | Indianapolis Motor Speedway ovál pálya    | Speedway                |           |
| 8       | június 23.    | Grand Prix of Road America | Road America                              | Elkhart Lake            |           |
| 9       | június 24.    | Grand Prix of Road America | Road America                              | Elkhart Lake            |           |
| 10      | július 8.     | Mazda Iowa 100             | Iowa Speedway                             | Newton                  |           |
| 11      | július 14.    | Grand Prix of Toronto      | Exhibition Place                          | Toronto, Ontario        |           |
| 12      | július 15.    | Grand Prix of Toronto      | Exhibition Place                          | Toronto, Ontario        |           |
| 13      | július 28.    | Grand Prix of Mid-Ohio     | Mid-Ohio Sports Car Course                | Lexington               |           |
| 14      | július 29.    | Grand Prix of Mid-Ohio     | Mid-Ohio Sports Car Course                | Lexington               |           |
| 15      | augusztus 25. | Illinois 100               | Gateway Motorsports Park                  | Madison                 |           |
| 16      | szeptember 1. | Grand Prix of Portland     | Portland International Raceway            | Portland, Oregon        |           |
| 17      | szeptember 2. | Grand Prix of Portland     | Portland International Raceway            | Portland, Oregon        |           |

| Magyarázat | Magyarázat |
| Ikon       | Pálya      |
| ---------- | ---------- |
|            | Ovál       |
|            | Utcai      |
|            | Épített    |

## Csapatok és versenyzők
| Csapat                       | #  | Versenyző          | Státusz | Forduló |
| ---------------------------- | -- | ------------------ | ------- | ------- |
| Andretti Autosport           | 27 | Patricio O’Ward    | Újonc   | összes  |
| Andretti Autosport           | 28 | Dalton Kellett     |         | összes  |
| Andretti Autosport           | 48 | Ryan Norman        |         | összes  |
| Andretti Steinbrenner Racing | 98 | Colton Herta       |         | összes  |
| Belardi Auto Racing          | 5  | Santiago Urrutia   |         | összes  |
| Belardi Auto Racing          | 9  | Aaron Telitz       |         | összes  |
| Juncos Racing                | 7  | Alfonso Celis Jr.  | Újonc   | 3–4     |
| Juncos Racing                | 7  | Heamin Choi        |         | 16–17   |
| Juncos Racing                | 23 | Victor Franzoni    | Újonc   | összes  |
| Team Pelfrey                 | 2  | Neil Alberico      |         | 1–2     |
| Team Pelfrey                 | 2  | Davey Hamilton Jr. | Újonc   | 7       |
| Team Pelfrey                 | 3  | Shelby Blackstock  |         | 1–2     |

## Összefoglaló
| Forduló | Verseny           | Pole-pozíció     | Legyrorsabb kör    | Legtöbb élen töltött kör      | Győztes          | Győztes                      | Listavezető      | Előny |
| Forduló | Verseny           | Pole-pozíció     | Legyrorsabb kör    | Legtöbb élen töltött kör      | versenyző        | csapat                       | Listavezető      | Előny |
| ------- | ----------------- | ---------------- | ------------------ | ----------------------------- | ---------------- | ---------------------------- | ---------------- | ----- |
| 1       | St. Petersburg 1  | Aaron Telitz     | Colton Herta       | Patricio O’Ward               | Patricio O’Ward  | Andretti Autosport           | Patricio O’Ward  | 6     |
| 2       | St. Petersburg 2  | Patricio O’Ward  | Patricio O’Ward    | Patricio O’Ward               | Santiago Urrutia | Belardi Auto Racing          | Santiago Urrutia | 7     |
| 3       | Birmingham 1      | Colton Herta     | Colton Herta       | Patricio O’Ward               | Patricio O’Ward  | Andretti Autosport           | Patricio O’Ward  | 1     |
| 4       | Birmingham 2      | Patricio O’Ward  | Patricio O’Ward    | Patricio O’Ward               | Patricio O’Ward  | Andretti Autosport           | Patricio O’Ward  | 24    |
| 5       | Indianapolis GP 1 | Patricio O’Ward  | Colton Herta       | Colton Herta Santiago Urrutia | Colton Herta     | Andretti Steinbrenner Racing | Patricio O’Ward  | 10    |
| 6       | Indianapolis GP 2 | Patricio O’Ward  | Victor Franzoni    | Santiago Urrutia              | Colton Herta     | Andretti Steinbrenner Racing | Patricio O’Ward  | 1     |
| 7       | Indianapolis      | Dalton Kellett   | Davey Hamilton Jr. | Dalton Kellett                | Colton Herta     | Andretti Steinbrenner Racing | Colton Herta     | 6     |
| 8       | Road America 1    | Victor Franzoni  | Colton Herta       | Colton Herta                  | Colton Herta     | Andretti Steinbrenner Racing | Colton Herta     | 13    |
| 9       | Road America 2    | Patricio O’Ward  | Victor Franzoni    | Victor Franzoni               | Victor Franzoni  | Juncos Racing                | Colton Herta     | 17    |
| 10      | Iowa              | Patricio O’Ward  | Victor Franzoni    | Patricio O’Ward               | Patricio O’Ward  | Andretti Autosport           | Colton Herta     | 8     |
| 11      | Toronto 1         | Colton Herta     | Colton Herta       | Patricio O’Ward               | Patricio O’Ward  | Andretti Autosport           | Patricio O’Ward  | 8     |
| 12      | Toronto 2         | Santiago Urrutia | Aaron Telitz       | Santiago Urrutia              | Santiago Urrutia | Belardi Auto Racing          | Patricio O’Ward  | 18    |
| 13      | Mid-Ohio 1        | Patricio O’Ward  | Colton Herta       | Patricio O’Ward               | Patricio O’Ward  | Andretti Autosport           | Patricio O’Ward  | 25    |
| 14      | Mid-Ohio 2        | Patricio O’Ward  | Colton Herta       | Patricio O’Ward               | Patricio O’Ward  | Andretti Autosport           | Patricio O’Ward  | 32    |
| 15      | Gateway           | Colton Herta     | Ryan Norman        | Colton Herta                  | Ryan Norman      | Andretti Autosport           | Patricio O’Ward  | 25    |
| 16      | Portland 1        | Patricio O’Ward  | Patricio O’Ward    | Patricio O’Ward               | Patricio O’Ward] | Andretti Autosport           | Patricio O’Ward  | 32    |
| 17      | Portland 2        | Ryan Norman      | Patricio O’Ward    | Patricio O’Ward               | Patricio O’Ward  | Andretti Autosport           | Patricio O’Ward  | 44    |

## A bajnokság végeredménye

### Versenyzők
Pontrendszer
| Pozíció       | 1. | 2. | 3. | 4. | 5. | 6. | 7. | 8. | 9. | 10. | 11. | 12. | 13. | 14. | 15. | 16. | 17. | 18. | 19. | 20. |
| ------------- | -- | -- | -- | -- | -- | -- | -- | -- | -- | --- | --- | --- | --- | --- | --- | --- | --- | --- | --- | --- |
| épített pálya | 30 | 25 | 22 | 19 | 17 | 15 | 14 | 13 | 12 | 11  | 10  | 9   | 8   | 7   | 6   | 5   | 4   | 3   | 2   | 1   |
| ovál pálya    | 45 | 38 | 33 | 29 | 26 | 23 | 21 | 20 | 18 | 17  | 15  | 14  | 12  | 11  | 9   | 8   | 6   | 5   | 4   | 2   |

- A versenyző, aki megszerezte az első rajtkockát, az egy pontban részesül.
- A versenyző, aki a legtöbb kört az élen töltött, az egy pontban részesül.

| Poz. | Versenyző          | STP | STP | BAR | BAR | IMS | IMS | INDY | ROA | ROA | IOW | TOR | TOR | MOH | MOH | GMP | POR | POR | Points |
| ---- | ------------------ | --- | --- | --- | --- | --- | --- | ---- | --- | --- | --- | --- | --- | --- | --- | --- | --- | --- | ------ |
| 1    | Patricio O’Ward    | 1*  | 7*  | 1*  | 1*  | 4   | 7   | 2    | 2   | 4   | 1*  | 1*  | 2   | 1*  | 1*  | 3   | 1*  | 1*  | 491    |
| 2    | Colton Herta       | 3   | 8   | 2   | 3   | 1*  | 1   | 1    | 1*  | 2   | 2   | 7   | 6   | 2   | 2   | 2*  | 2   | 4   | 447    |
| 3    | Santiago Urrutia   | 2   | 1   | 3   | 5   | 2*  | 4*  | 4    | 4   | 7   | 3   | 2   | 1*  | 6   | 4   | 4   | 4   | 3   | 395    |
| 4    | Ryan Norman        | 6   | 3   | 5   | 7   | 5   | 5   | 5    | 6   | 5   | 4   | 3   | 4   | 5   | 3   | 1   | 5   | 8   | 345    |
| 5    | Victor Franzoni    | 4   | 4   | 4   | 2   | 6   | 3   | 8    | 3   | 1*  | 6   | 6   | 7   | 4   | 6   | 6   | 3   | 5   | 341    |
| 6    | Aaron Telitz       | Ni  | 9   | 8   | 4   | 3   | 2   | 6    | 5   | 3   | 7   | 4   | 3   | 7   | 7   | 5   | 6   | 2   | 316    |
| 7    | Dalton Kellett     | 8   | 6   | 6   | 6   | 7   | 6   | 3*   | 7   | 6   | 5   | 5   | 5   | 3   | 5   | 7   | 7   | 7   | 299    |
| 8    | Shelby Blackstock  | 5   | 2   |     |     |     |     |      |     |     |     |     |     |     |     |     |     |     | 42     |
| 9    | Neil Alberico      | 7   | 5   |     |     |     |     |      |     |     |     |     |     |     |     |     |     |     | 31     |
| 10   | Heamin Choi        |     |     |     |     |     |     |      |     |     |     |     |     |     |     |     | 8   | 6   | 28     |
| 11   | Alfonso Celis Jr.  |     |     | 7   | 8   |     |     |      |     |     |     |     |     |     |     |     |     |     | 27     |
| 12   | Davey Hamilton Jr. |     |     |     |     |     |     | 7    |     |     |     |     |     |     |     |     |     |     | 21     |
| Poz. | Versenyző          | STP | STP | BAR | BAR | IMS | IMS | INDY | ROA | ROA | IOW | TOR | TOR | MOH | MOH | GMP | POR | POR | Pont   |

| Szín       | Eredmény                  |
| ---------- | ------------------------- |
| arany      | Győztes                   |
| ezüst      | 2. helyezett              |
| bronz      | 3. helyezett.             |
| zöld       | 4. hely 5. hely           |
| világoskék | 6–10. hely között         |
| sötétkék   | top 10-en kívül           |
| lila       | nem ért célba             |
| piros      | nem kvalifikált (DNQ, NK) |
| barna      | visszalépett (Vi, Wth)    |
| fekete     | kizárva (DSQ, Kiz)        |
| Fehér      | Nem indult (DNS, Ni)      |
| Fehér      | Verseny törölve (T)       |
| Üres       | Nem vett részt            |

| Jelmagyarázat |                                      |
| Félkövér      | Pole-pozíció                         |
| Dőlt          | Leggyorsabb kör a versenyen          |
| *             | Legtöbb élen töltött kör (1 pont)    |
| 1             | Időmérő törölve, nem járt bónuszpont |
|               | Újonc                                |

### Csapatok
Pontrendszer
| Pozíció | 1. | 2. | 3. | 4. | 5. | 6. | 7. | 8. | 9. | 10.+ |
| ------- | -- | -- | -- | -- | -- | -- | -- | -- | -- | ---- |
| Pont    | 22 | 18 | 15 | 12 | 10 | 8  | 6  | 4  | 2  | 1    |

- Legfeljebb kettő versenyző szerezhet pontot egy csapatnak.

| Poz. | Csapat              | Pont |
| ---- | ------------------- | ---- |
| 1    | Belardi Auto Racing | 393  |
| 2    | Andretti Autosport  | 389  |
| 3    | Carlin              | 365  |
| 4    | Juncos Racing       | 282  |
| 5    | Team Pelfrey        | 162  |

## Külső hivatkozások
- Az Indy Lights hivatalos weboldala Archiválva 2021. március 5-i dátummal a Wayback Machine-ben